# Victoria Gres
Victoria Gres (ukrainien : Вікторія Юріївна Гресь), née en 1964 à Baikonur, est une créatrice de mode et costumière ukrainienne.

## Biographie
Originaire du Kazakhstan, Victoria Gres se forme à la Moscow State Textile University. Elle commence une carrière de styliste dès 1996. Ses collections sont présentées en Ukraine, en Russie, aux États-Unis et au Canada. Elle participe régulièrement à la Semaine de la mode ukrainienne,.
Les défilés de la créatrice s'inspirent de films ou d'œuvres littéraires et musicales. En 2014, elle organise un défilé pour protester contre la guerre lors de la Semaine de la mode ukrainienne. En 2019, lors du 26e anniversaire de la marque Victoria Gres, elle propose un défilé de mode sur le thème des contes de fées.
Victoria Gres fait partie des créateurs et créatrices considérés comme les premiers créateurs de mode ukrainiens à émerger après l'indépendance de l'Ukraine,. Elle est reconnue pour les marques Victoria Gres by GRES, Gres DENIM, Victoria Gres Couture ou Gres Decor.

## Collaborations
En 2008, Victoria Gres est la créatrice des costumes pour le Rock Witchu Tour de l'artiste américaine, Janet Jackson. 
En 2014, elle conçoit la tenue d'inauguration de la première dame d'Ukraine, Marina Porochenko. Le vêtement est une robe manteau en soie et de couleur lavande avec des broderies ukrainiennes sur l'ourlet et les manches. Elle est portée en première partie de journée, lors de la cérémonie de prestation de serment du président de l'Ukraine, Petro Porochenko, à la Verkhovna Rada et à la cathédrale Sainte-Sophie de Kiev.